# Сеница шљиварка
Сеница шљиварка (лат. Poecile lugubris) врста је птице из породице сеница. Реч lugubris потиче из латинског језика и значи жалостан.

## Опис
Сеница шљиварка је од врха репа до врха кљуна дугачка око 14 центиметара, а телесна тежина ове врсте се креће од 15 до 19 грама. Ову врсту сенице карактеришу бели образи и црно подручје испод кљуна, на врату. Наизглед је слична сивој сеници, али се од ње може веома лако разликовати по томе што има веће црно подручке испод кљуна и по томе што јој се бело подручје задржава на образима док се код сиве сенице шири и на задњи (дорзални) део тела.

## Распрострањеност и станиште
Ареал сенице шљиварке обухвата Балканско полуострво, Малу Азију и делове Блиског истока. Насељава медитеранска и субмедитеранска подручја са отвореним (где је густина дрвећа мања) листопадним или медитеранским шумама (храста, маслине, букве, врбе, кедра, смреке, итд.), шикарама, виноградима воћњацима и живицама. Живи углавном у побрђу, нижим планинама или клисурама.

## Биологија
Сеница шљиварка се храни углавном инсектима, њиховим ларвама, јајима, а такође и семенима биљака. Гнезди се од марта до августа и моногамна је врста. Гнезда прави у рупама у умирућем дрвећу и воћкама, али такође и међу стенама. Сеница шљиварка гнездо гради од вуне, длаке, перја и биљног материјала. У гнездо женка полаже од 5 до 7 јаја. Станарица је, са повременим кретањима ради промене надморске висине у одређеним деловима ареала. Званичних података о бројности сенице шљиварке нема, а популациони тренд се оцењује као стабилан.

## Угроженост
Утврђено је да у појединим деловима ареала (у Јерменији) угрожавајући фактор представља све већи број дивљих пожара и употреба токсичних материја у пољопривреди.

## Сеница шљиварка у Србији
У Србији је сеница шљиварка редовна гнездарица побрђа и брдских предела јужно од Саве и Дунава са популацијом између 7 000 и 13 000 гнездећих парова.